# Bauan, Batangas
The Municipality of Bauan (Filipino: Bayan ng Bauan) là một đô thị hạng 1 ở tỉnh Batangas, Philippines. Theo điều tra dân số năm 2015, đô thị này có dân số 91.297 người trong.

## Barangay
Về mặt hành chính, đô thị này được chia thành 40 khu phố (barangay).
| - Alagao - Aplaya - As-Is - Bagong Silang - Baguilawa - Balayong - Barangay I (Pob.) - Barangay II (Pob.) - Barangay III (Pob.) - Barangay IV (Pob.) - Bolo - Colvo - Cupang - Durungao | - Gulibay - Inicbulan - Locloc - Magalang-Galang - Malindig - Manalupang - Manghinao Proper - Manghinao Uno - New Danglayan - Orense - Pitugo - Rizal - Sampaguita | - San Agustin - San Andres Proper - San Andres Uno - San Diego - San Miguel - San Pablo - San Pedro - San Roque - San Teodoro - San Vicente - Santa Maria - Santo Domingo - Sinala |